# Archontochóri
Archontochóri är en ort i Grekland.   Den ligger i prefekturen Nomós Aitolías kai Akarnanías och regionen Västra Grekland, i den centrala delen av landet, 250 km väster om huvudstaden Aten. Archontochóri ligger 453 meter över havet och antalet invånare är 1 194.
Terrängen runt Archontochóri är kuperad åt sydost, men åt nordväst är den bergig. Terrängen runt Archontochóri sluttar söderut.Runt Archontochóri är det ganska glesbefolkat, med 24 invånare per kvadratkilometer. Närmaste större samhälle är Pálairos, 16,0 km nordväst om Archontochóri. Trakten runt Archontochóri består i huvudsak av gräsmarker.